# حمام الحاجي
حمام الحاجي (بالفارسية: حمام حاجی) هو حمام تاريخي يعود إلى القاجاريون، ويقع في رشت.